# Paladru
Pour les articles homonymes, voir Villages du Lac de Paladru, Lac de Paladru et Musée archéologique du lac de Paladru.
Paladru est une ancienne commune de l'Isère, en France. Elle est surtout connue pour son lac aussi appelé le lac bleu.
Le lac de Paladru recèle un très important site du Néolithique avec les  villages néolithiques immergés des Baigneurs à Charavines, fouillés à partir de 1972 jusqu'en 1986. L'architecture, la vie quotidienne, les activités domestiques, l'artisanat, etc. ont été étudiés par plus de soixante spécialistes divers.
L'habitat immergé de Colletières à Charavines est une très importante illustration du Moyen Âge européen. Une exposition permanente des deux sites est visible au musée archéologique de Charavines.
En 2016, le conseil municipal a voté la fusion avec la commune du Pin pour la commune nouvelle de Villages du Lac de Paladru. Elle est effective depuis le 1er janvier 2017.

## Toponymie
240 noms de lieux recensés sur cette commune

## Histoire
Au Moyen Âge, un château de terre se dressait sur la commune. Ce château transformé en château de pierre fut le chef-lieu du mandement de Paladru cité comme tel en 1107 dans le partage du comté de Sermorens. La chapelle de calvaire « les Trois-Croix » est l'ancienne chapelle castrale du château probablement érigée dans la basse-cour de ce dernier.

### Héraldique
| Blason de Paladru | Blason  | De gueules à l'omble chevalier d’or posé en bande. |
| Blason de Paladru | Détails | Le statut officiel du blason reste à déterminer.   |

## Politique et administration
| Période                                  | Période      | Identité                 | Étiquette | Qualité                                                                    |
| ---------------------------------------- | ------------ | ------------------------ | --------- | -------------------------------------------------------------------------- |
| 1919                                     | 1943         | Georges Martin Witkowski |           | Chef d’Orchestre                                                           |
| Les données manquantes sont à compléter. |              |                          |           |                                                                            |
| 2014                                     | 2018 (décès) | M. Gérard Seigle-Vatte   | DVD       | Agriculteur retraité Ancien Président régional de la Chambre d'agriculture |
| Les données manquantes sont à compléter. |              |                          |           |                                                                            |

## Démographie
L'évolution du nombre d'habitants est connue à travers les recensements de la population effectués dans la commune depuis 1793. À partir du 1er janvier 2009, les populations légales des communes sont publiées annuellement dans le cadre d'un recensement qui repose désormais sur une collecte d'information annuelle, concernant successivement tous les territoires communaux au cours d'une période de cinq ans. 
Pour les communes de moins de 10 000 habitants, une enquête de recensement portant sur toute la population est réalisée tous les cinq ans, les populations légales des années intermédiaires étant quant à elles estimées par interpolation ou extrapolation. Pour la commune, le premier recensement exhaustif entrant dans le cadre du nouveau dispositif a été réalisé en 2006,.
En 2014, la commune comptait 1 154 habitants, en évolution de +10,54 % par rapport à 2009 (Isère : +3,89 %, France hors Mayotte : +2,49 %).
| 1793 | 1800 | 1806 | 1821  | 1831  | 1836  | 1841  | 1846  | 1851 |
| ---- | ---- | ---- | ----- | ----- | ----- | ----- | ----- | ---- |
| 599  | 704  | 827  | 1 023 | 1 004 | 1 077 | 1 034 | 1 043 | 984  |

| 1856 | 1861 | 1866 | 1872 | 1876 | 1881 | 1886 | 1891 | 1896 |
| ---- | ---- | ---- | ---- | ---- | ---- | ---- | ---- | ---- |
| 867  | 810  | 831  | 908  | 890  | 830  | 811  | 742  | 725  |

| 1901 | 1906 | 1911 | 1921 | 1926 | 1931 | 1936 | 1946 | 1954 |
| ---- | ---- | ---- | ---- | ---- | ---- | ---- | ---- | ---- |
| 662  | 624  | 593  | 483  | 501  | 492  | 457  | 489  | 451  |

| 1962 | 1968 | 1975 | 1982 | 1990 | 1999 | 2006  | 2011  | 2014  |
| ---- | ---- | ---- | ---- | ---- | ---- | ----- | ----- | ----- |
| 408  | 468  | 503  | 621  | 770  | 863  | 1 002 | 1 130 | 1 154 |

## Jumelages
La commune est jumelée avec :
- Neive (Italie) depuis 2002[8].

## Culture locale et patrimoine

### Lieux et monuments
- le château de Marinière,
- les églises,
- le site de Château-Vieux : motte castrale, château fort du XIIIe siècle[9] et chapelle des Trois Croix,
- l'architecture dauphinoise : granges en pisé (p.e. la grange au centre du village et la grange de la Sonnière) et murs en galets,
- les bâtiments de villégiature du XIXe et XXe siècles, comme l'auberge de la Tourelle,
- l'ancienne usine textile Rexor,
- le port,
- la plage[10].

### Patrimoine naturel
- le lac de Paladru
- ENS du marais de la Véronnière
- le bocage sur les coteaux
- La pierre qui danse, à la limite des communes de Paladru et Le Pin.

### Patrimoine culturel
- la salle Saint Michel
- la bibliothèque
- la maison de la nature
- le musée archéologique du lac de Paladru, ouvert en 2022.

### Personnalités liées à la commune
- Georges Martin Witkowski (1867-1943), compositeur et chef d'orchestre français, directeur du Conservatoire de Lyon, mais qui fut aussi maire de Paladru.
- Lisa Cipriani (1995-), actrice, y est née.